# モリオ・ムスカート

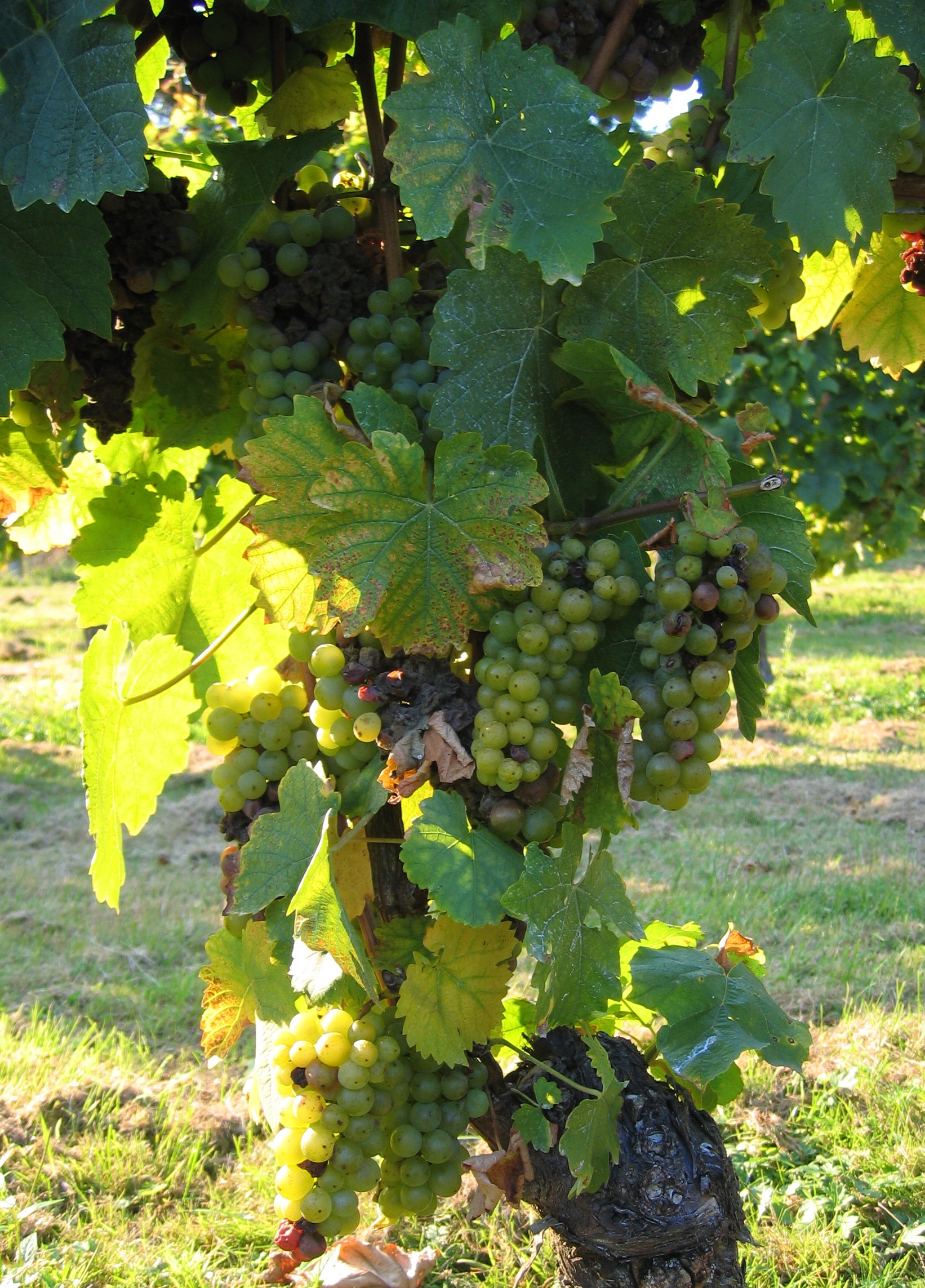
ドイツ、ラインガウの畑のモリオ・ムスカート

モリオ・ムスカート（ドイツ語: Morio-Muskat）は、ドイツのライン地方原産の、白ワイン用ぶどう品種。
ドイツのプファルツ地方で多く栽培され、ラインヘッセンやナーエにもある。ドイツ以外では、気候が冷涼なカナダで栽培され、甘口のワインが作られている。